# Saxifraga almeriensis
Saxifraga almeriensis är en stenbräckeväxtart som beskrevs av Heinrich Moritz Willkomm och P. Vargas. Saxifraga almeriensis ingår i Bräckesläktet som ingår i familjen stenbräckeväxter. Inga underarter finns listade i Catalogue of Life.